# اسپینال تپ ۲: تمام نشدنی
اسپینال تپ ۲: تمام نشدنی (انگلیسی: Spinal Tap II: The End Continues) یک فیلم مستندنما و کمدی آمریکایی محصول سال ۲۰۲۵ به کارگردانی راب راینر که دنباله‌ای بر فیلم این اسپینال تپ است (۱۹۸۴) محسوب می‌شود.
این فیلم قرار است در ۱۲ سپتامبر ۲۰۲۵ توسط کمپانی بلیکر استریت در ایالات متحده اکران شود.

## پیوند به‌ بیرون
- اسپینال تپ ۲: تمام نشدنی در بانک اطلاعات اینترنتی فیلم‌ها (IMDb)